# Оспітале-ді-Кадоре
Оспітале-ді-Кадоре (італ. Ospitale di Cadore, вен. Ospitale de Cador) — муніципалітет в Італії, у регіоні Венето, провінція Беллуно.
Оспітале-ді-Кадоре розташоване на відстані близько 500 км на північ від Рима, 100 км на північ від Венеції, 23 км на північ від Беллуно.

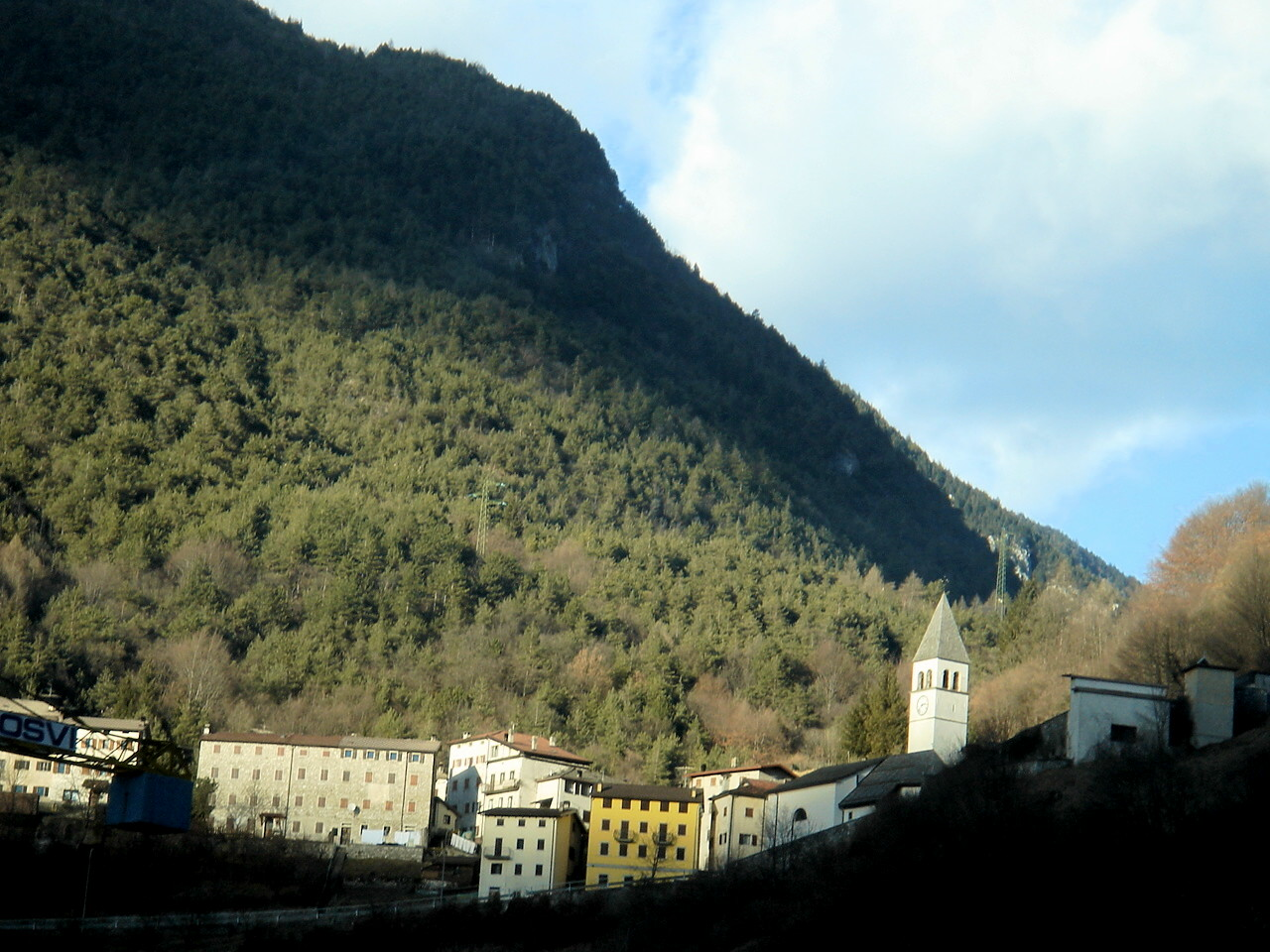

Населення — 295 осіб (2014).

## Демографія
Населення за роками:

Станом на 1 січня 2023 року в муніципалітеті офіційно проживали 22 іноземці з 7 країн, серед них 2 громадяни країн Євросоюзу та 1 громадянин України.

## Сусідні муніципалітети
- Кастеллаваццо
- Чиб'яна-ді-Кадоре
- Ерто-е-Кассо
- Валь-ді-Цольдо
- Перароло-ді-Кадоре
- Валле-ді-Кадоре